# Syngaster stevensi
Syngaster stevensi is een insect dat behoort tot de orde vliesvleugeligen (Hymenoptera) en de familie van de schildwespen (Braconidae). De wetenschappelijke naam van de soort werd voor het eerst geldig gepubliceerd door Iqbal, Austin & Belokobylskij in 2006.